# Tatra 23
Tatra 23 byl těžký nákladní automobil se znakem náprav 4×2 a nosností 4 tuny, vyráběný podnikem Kopřivnícká vozovka, a. s. v Kopřivnici. Byl prvním nákladním automobilem značky s páteřovým rámem a výkyvnými polonápravami. Od tohoto modelu byla odvozena třínápravová Tatra 24.  Mezi lety 1927–1933 bylo postaveno 72 vozů v provedení valník, sklápěč, autobus a další. Od roku 1930 vzniklo dalších 37 vozů s větším motorem 8,1 l. 

## Historie
Vůz Tatra 23 byl prvním nákladním typem značky, využívajícím její dodnes charakteristickou koncepci s páteřovou nosnou rourou a výkyvnými polonápravami (tzv. „tatrovácká koncepce“). Prototyp vznikl již v roce 1923, do výroby se však po náročných zkouškách dostal až v roce 1926 (dle jiných zdrojů 1927). Vyráběl se v menších počtech až do roku 1933 (dle jiných zdrojů 1931), celkem vzniklo 72 vozů, z toho 11 autobusů. Jeden kus získala Československá armáda ke zkušebním účelům, následně dala přednost třínápravové Tatře 24 s lepší průchodivostí terénem. Od roku 1930 se některé vyráběné vozy osazovaly motorem s vrtáním zvětšeným o 5 mm, tím vzrostl zdvihový objem na 8143 cm³ a výkon na 59 kW (80 k). Takto se zhotovilo dalších 37 kusů. Samostatný podvozek firma nabízela za 98 000 Kč, nákladní vůz stál 110 000 Kč, autobus podle provedení 150 až 180 tisíc Kč. Od Tatry 23 konstruktéři odvodili rozšířenější třínápravovou Tatru 24.

## Technické údaje

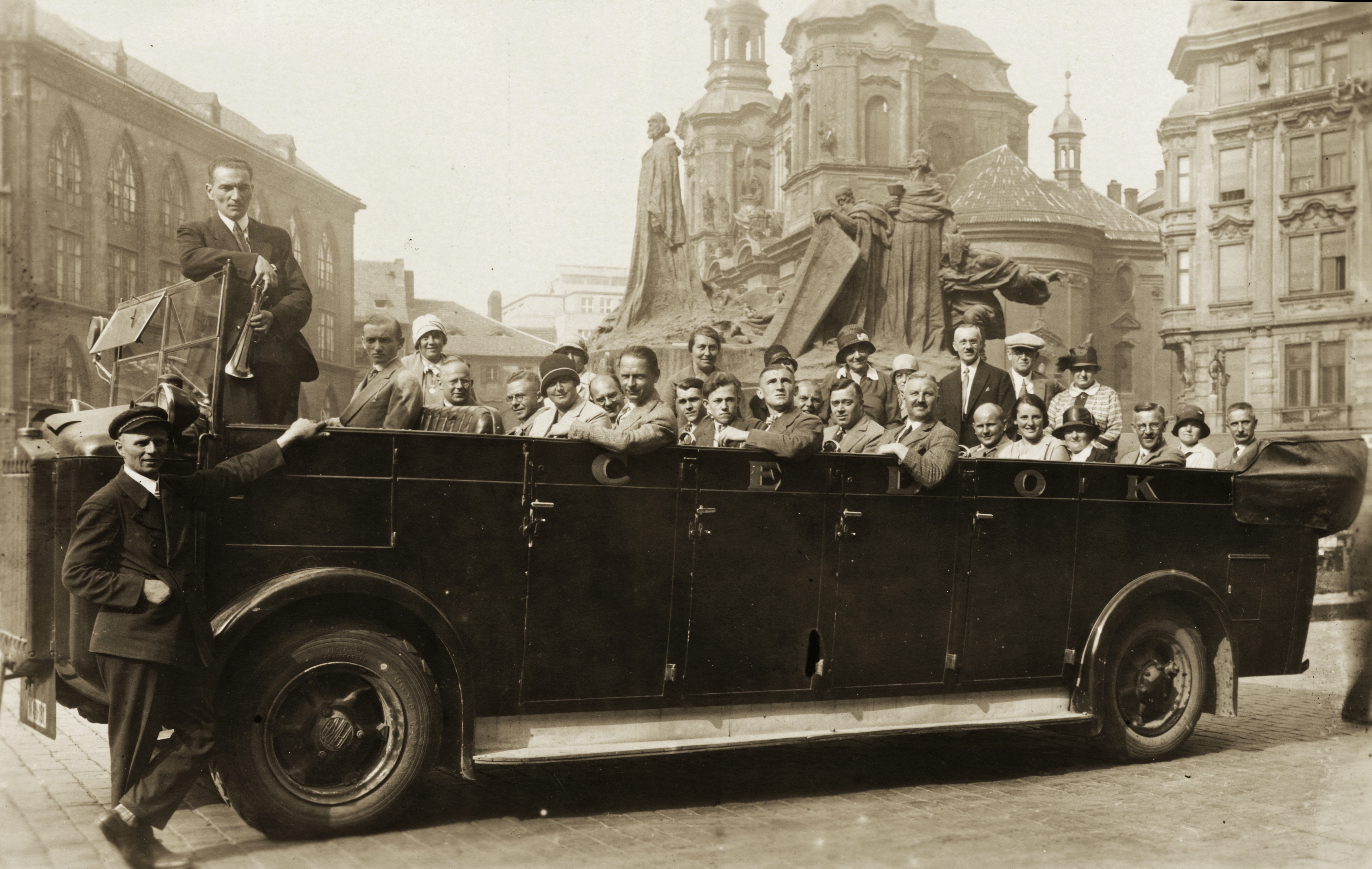
Otevřený vyhlídkový autokar Tatra 23 cestovní kanceláře Čedok v Praze, 1929

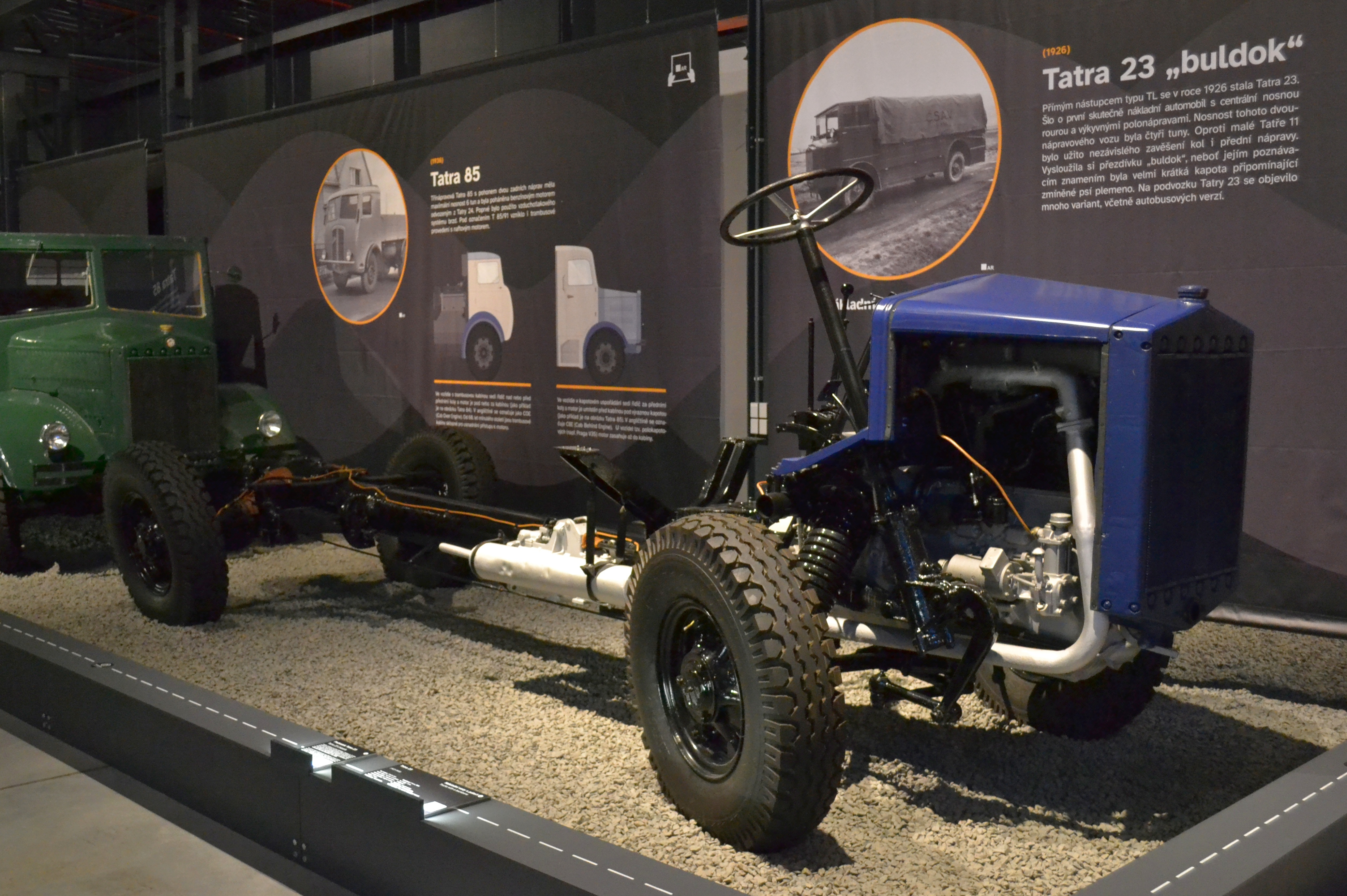
podvozek Tatra 23, Muzeum nákladních automobilů Tatra

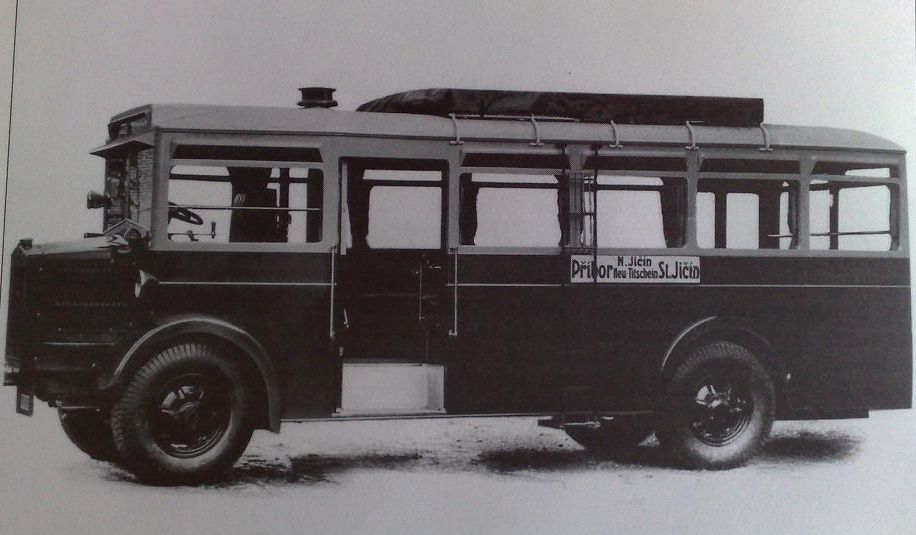
Tatra 23 v provedení meziměstský autobus

### Motor a převodovka
Tatru 23 pohání řadový, vodou chlazený zážehový čtyřválec Tatra 64 s rozvodem OHV. Motor má zdvihový objem 7479 cm³ (vrtání válců 115 mm, zdvih 180 mm). Dosahuje výkon 47,8 kW (65 k) při 1500 ot./min. Palivovou směs připravuje karburátor Zenith 48 KB. Umístění motoru je vpředu, před přední nápravou.
Mazání je tlakové oběžné. Chladič je článkový, se šesti samostatně vyměnitelnými články. Palivová nádrž má objem 150 l. Za motorem je umístěna suchá kuželová spojka. Za ní pak navazuje čtyřstupňová převodovka.
Elektrická soustava pracuje s napětím 12 V, vyvíjeným dynamem výkonu 130 W.

### Podvozek
Základ podvozku tvoří ocelová páteřová roura, k níž je vpředu přimontovaný blok motoru, převodovka a rozvodovka. Vzadu je hnací náprava s výkyvnými poloosami, odpruženými dvěma šikmo uloženými půleliptickými listovými péry. Nepoháněná přední náprava má nezávislé zavěšení polonáprav ze dvou dvojic nad sebou uložených trojúhelníkových ramen, odpružených vinutými pružinami. Rozchod předních i zadních kol činí 1800 mm. Rozvor náprav je 3957 mm, u autobusu 4340 mm. Světlá výška pod nápravami je 280 mm. Hmotnost podvozku činí 3000 kg.
Vůz je opatřen kapalinovými bubnovými brzdami na všech kolech. Parkovací mechanická brzda je v bubnu centrální nosné roury. Kola jsou disková 20", s  pneumatikami rozměru 40×10,5".

### Rozměry a výkony
Údaje pro verzi valník.

Délka: 6 580 mm

Šířka: 2 200 mm

Výška: 2 600 mm

Hmotnost podvozku: 3 000 kg

Pohotovostní hmotnost: 4 350 kg

Užitečná hmotnost: 4 000 kg

Maximální rychlost: 55 km/h

Spotřeba paliva: 30 l/100 km

Spotřeba oleje: 0,8 kg/100 km